# Bave (Alagnon)
Pour les articles homonymes, voir Bave.
Le Bave est un ruisseau français qui coule dans les départements du Puy-de-Dôme, du Cantal et de la Haute-Loire, et un affluent de l'Alagnon en rive gauche, donc un sous affluent de la Loire par l'Allier.

## Géographie
Le Bave prend sa source dans les monts du Cézallier près du signal du Luguet, au lieu-dit « Les Burons de Jugnaux » (1 382 mètres), sur le territoire de la commune de d'Anzat-le-Luguet. Son orientation générale va d'ouest en est. Il se jette dans l'Alagnon en rive gauche près du village de Brugeilles (commune de Torsiac), après un parcours de 22 km.

## Communes traversées
Il coule dans les communes suivantes :
- Anzat-le-Luguet (Puy-de-Dôme), Apchat (Puy-de-Dôme), Autrac (Haute-Loire), Blesle (Haute-Loire), Leyvaux (Cantal), Torsiac (Haute-Loire)

Il traverse ou passe à proximité des villages de La Rochette, Besse et  Bousselargues.

## Principaux affluents
- Ruisseau de Foudet
- Ruisseau de Fontadite
- Ruisseau de Chabanelle
- Ruisseau du Moulin
- Ruisseau des Fades
- Ruisseau du Chausse